# 흙막이
흙막이는 높은 곳의 흙이 무너져내리는 것을 막으려고 설치하는 구조물이다. 건물의 지하를 팔 때 생기는 흙의 압력 때문에 건물 주변이 무너지는 것을 막으려고 설치하는 경우도 있다. 널말뚝으로 벽을 만들고 띠장과 버팀목 등과 같은 지지재로 받쳐 만든다. 본공사를 하기 전에 하는 가설공사 때 설치하며, 건물의 지하가 완성되면 철거한다.

## 공법
양호한 토질, 부지에 여유가 있을 때는 단순히 open cut을 하여 흙막이를 할 수도 있다.
토질에 따라 흙막이 공법에 많은 제약이 수반된다.

### 지하연속벽(slurry wall) 공법
Guide wall을 지중에 설치 후 Clam shell 굴착기로 흙을 굴착하고, 벤토나이트 용액을 주입, 슬라임을 처리한 뒤 철근망을 삽입하고 트레미 관을 이용해 콘크리트를 타설하여 흙막이 벽체를 만드는 공법이다. Slurry wall은 시공 후 영구구조물로 사용할 수 있다. 단점은 아래와 같다.
- 벤토나이트 이수 처리 곤란
- 공사 중 공벽 붕괴 우려
- smooth wall 만들기 어려움.
- 공사비 비쌈.

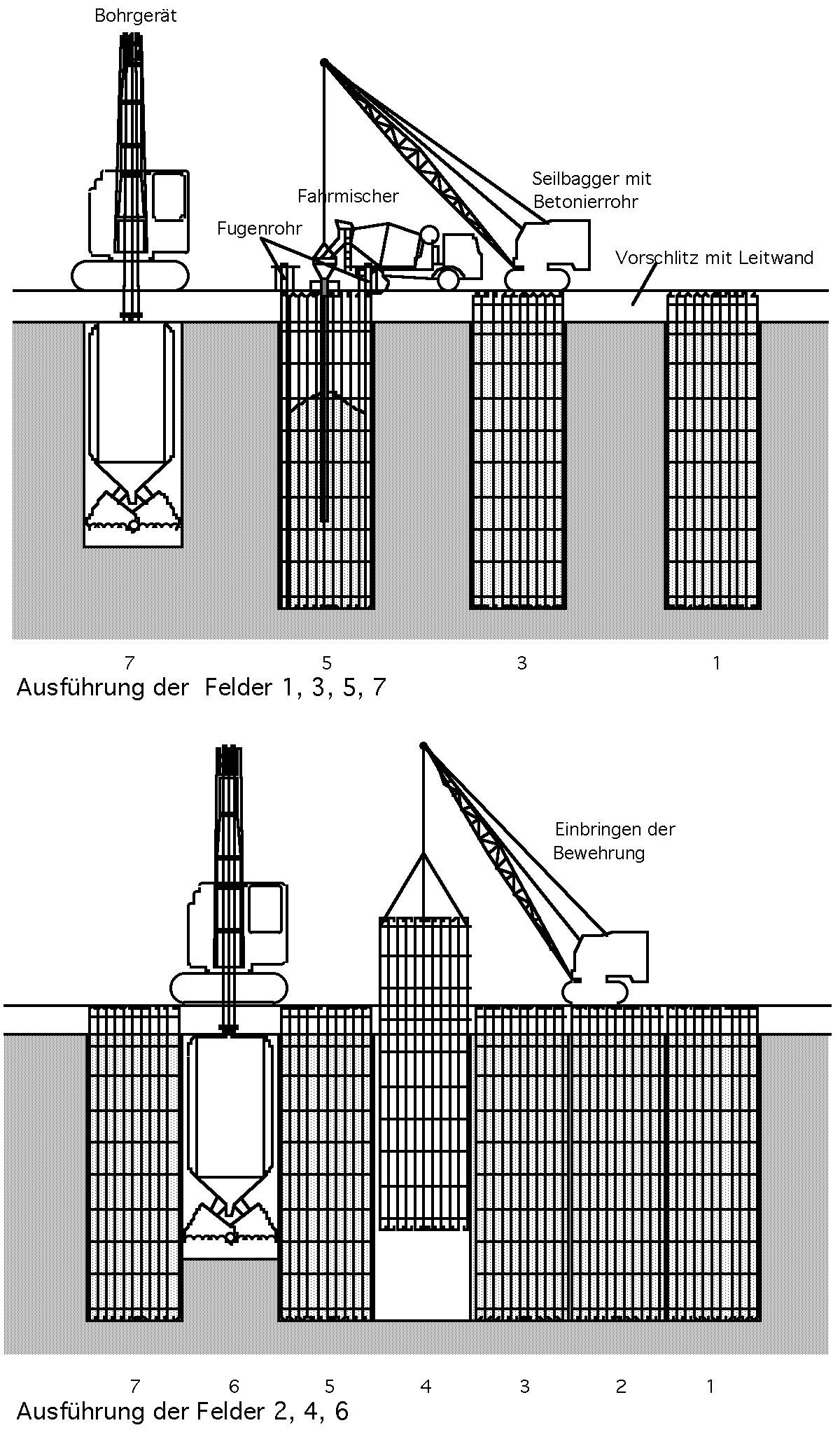
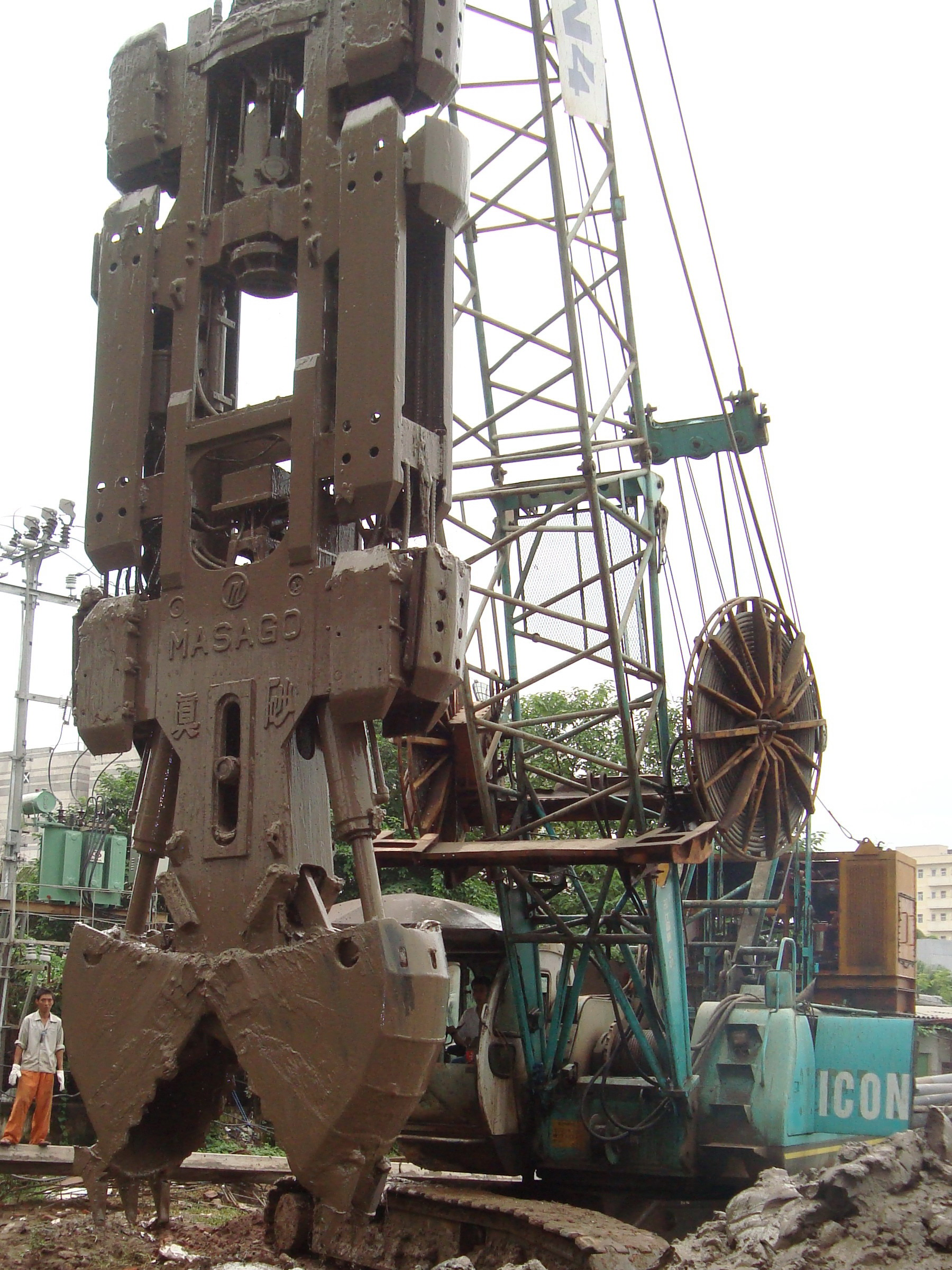
Clam shell 굴착기
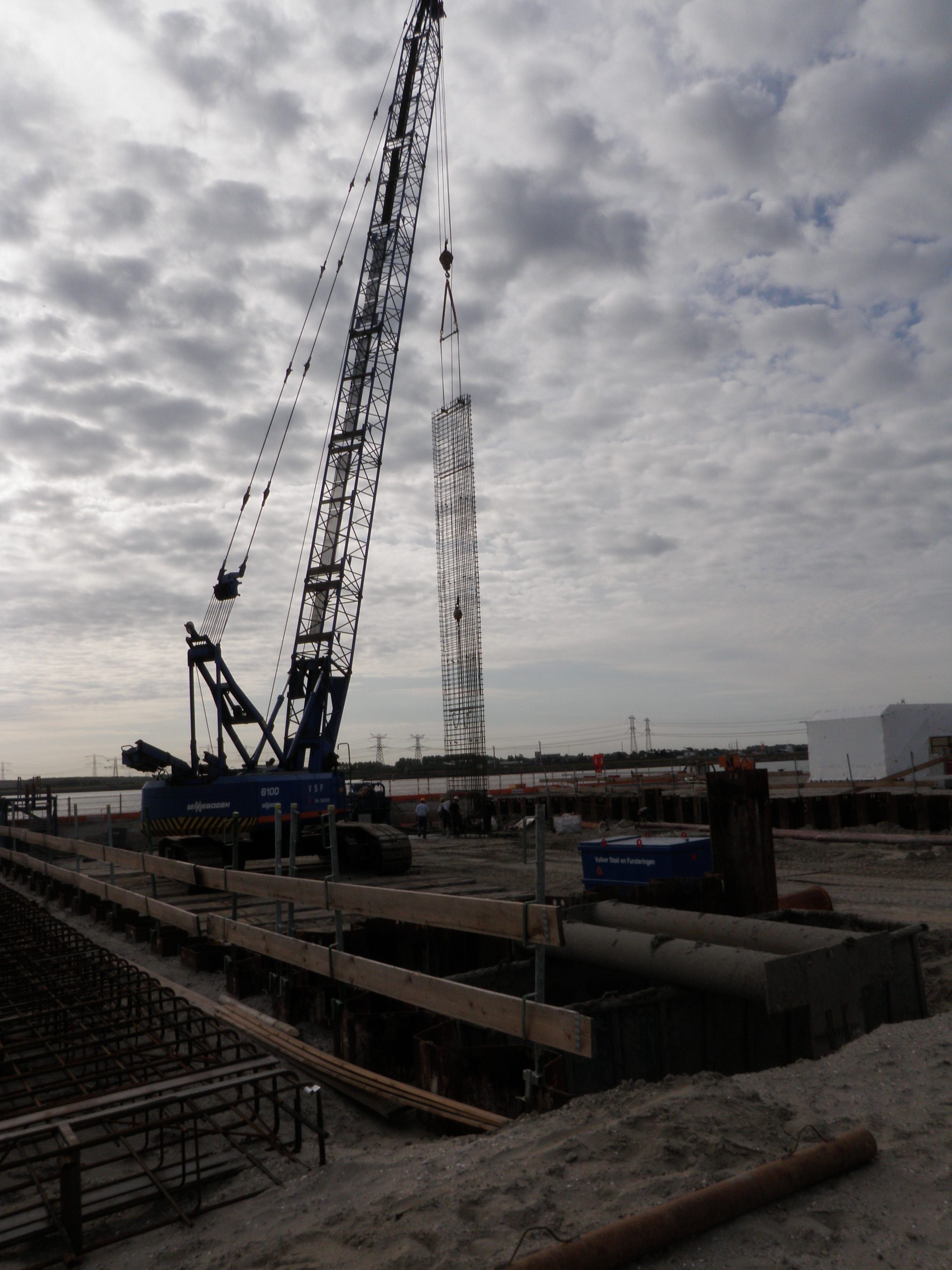
조립된 철근망 삽입
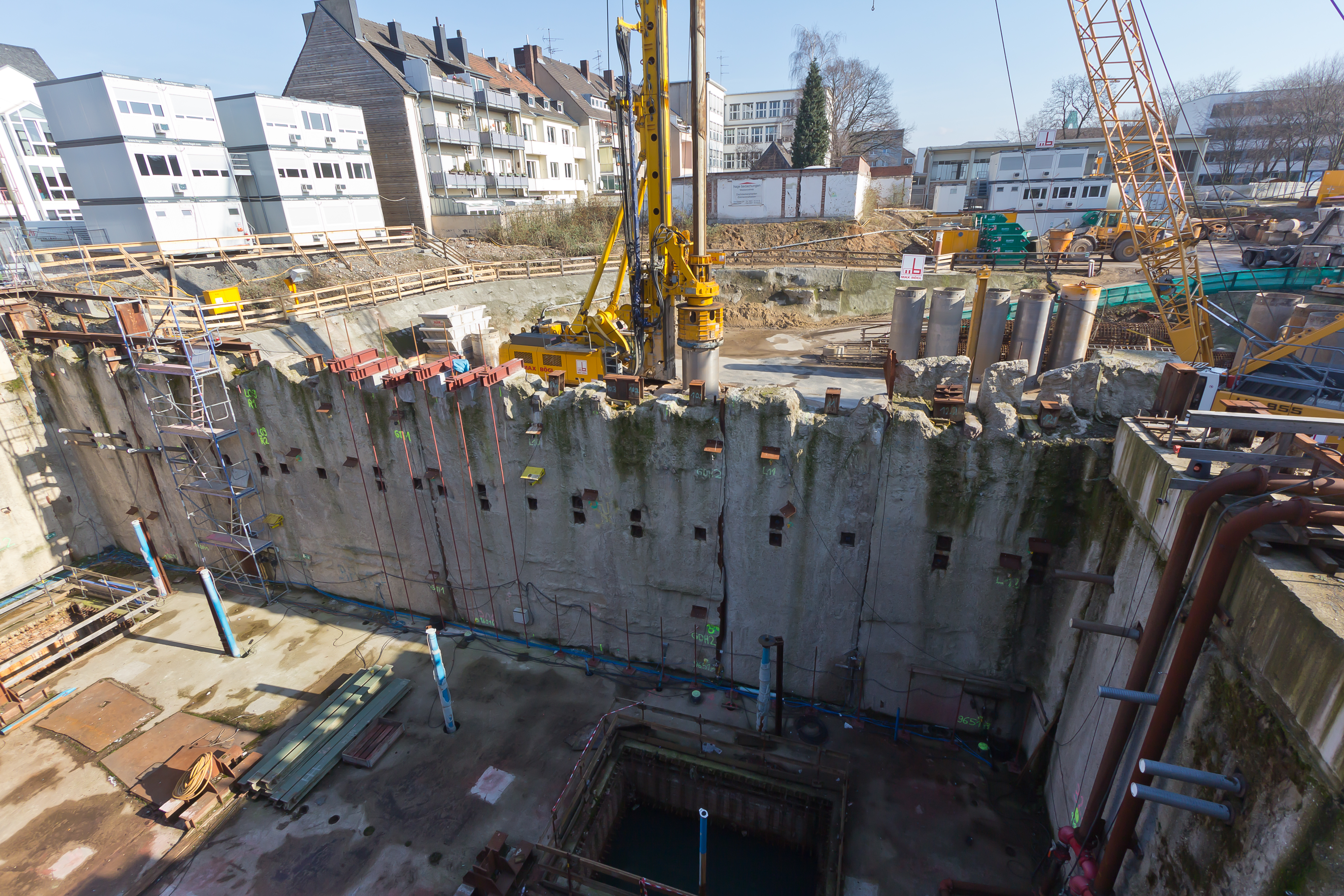
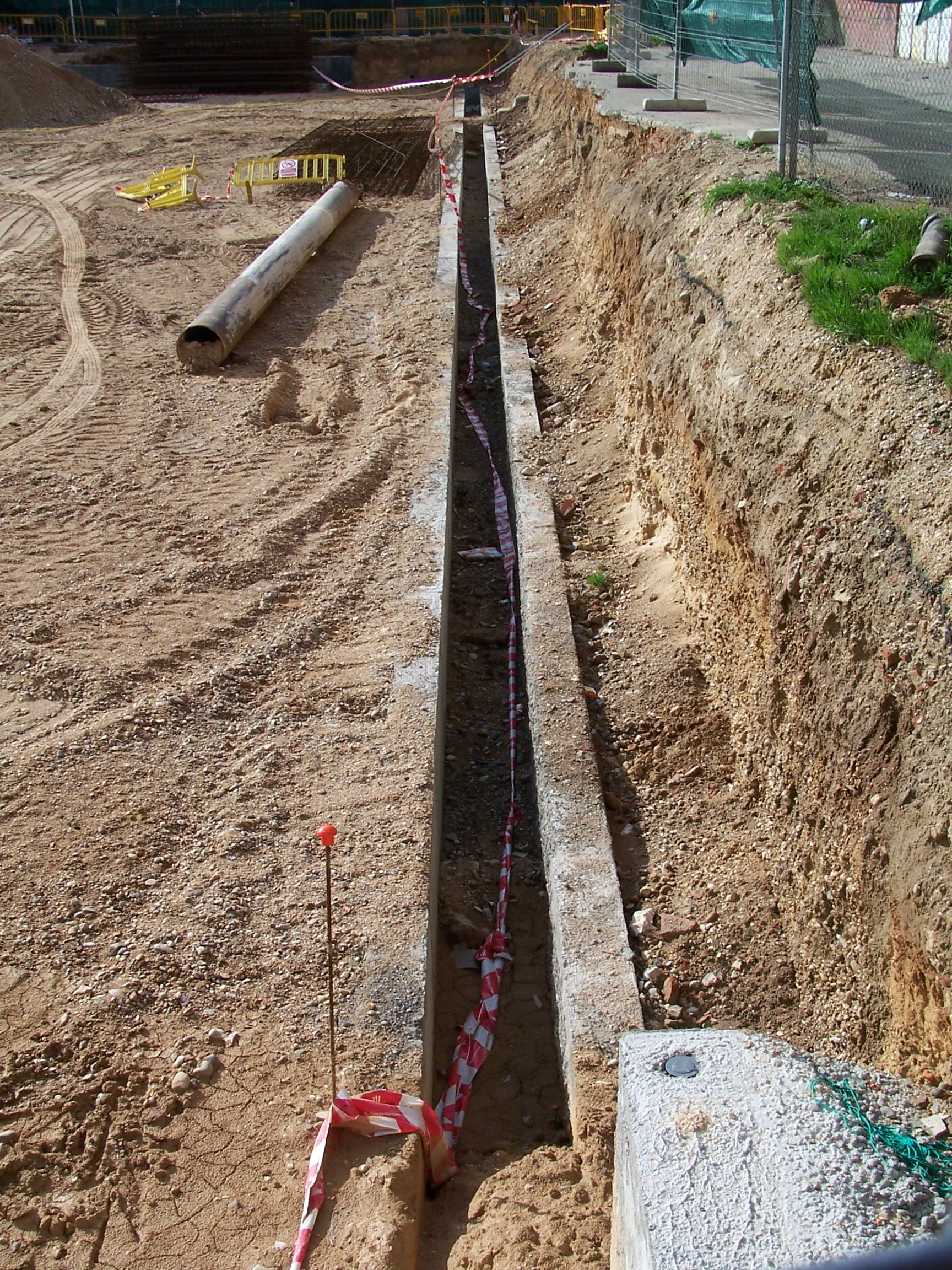
안내벽(guide wall)
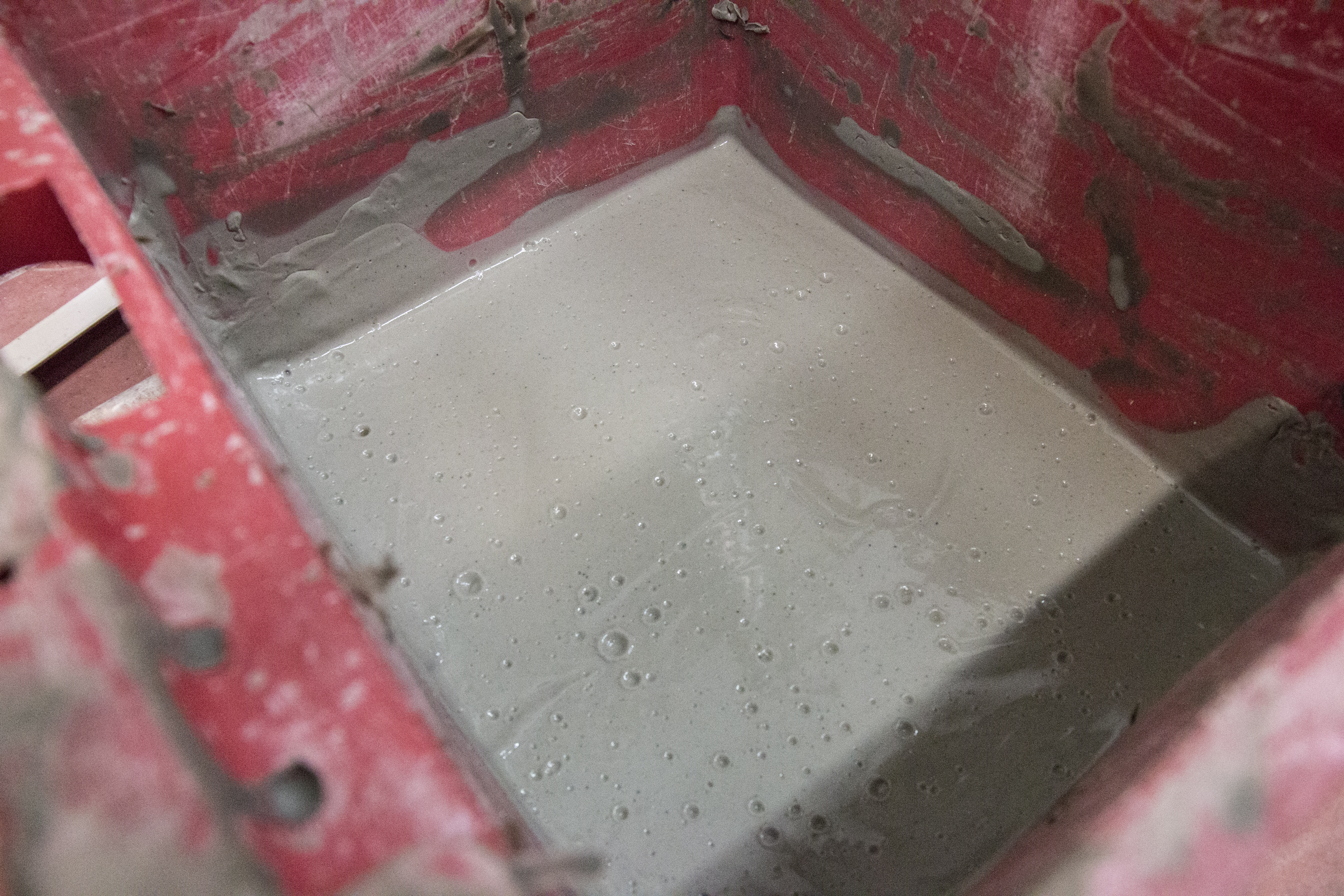
벤토나이트 용액
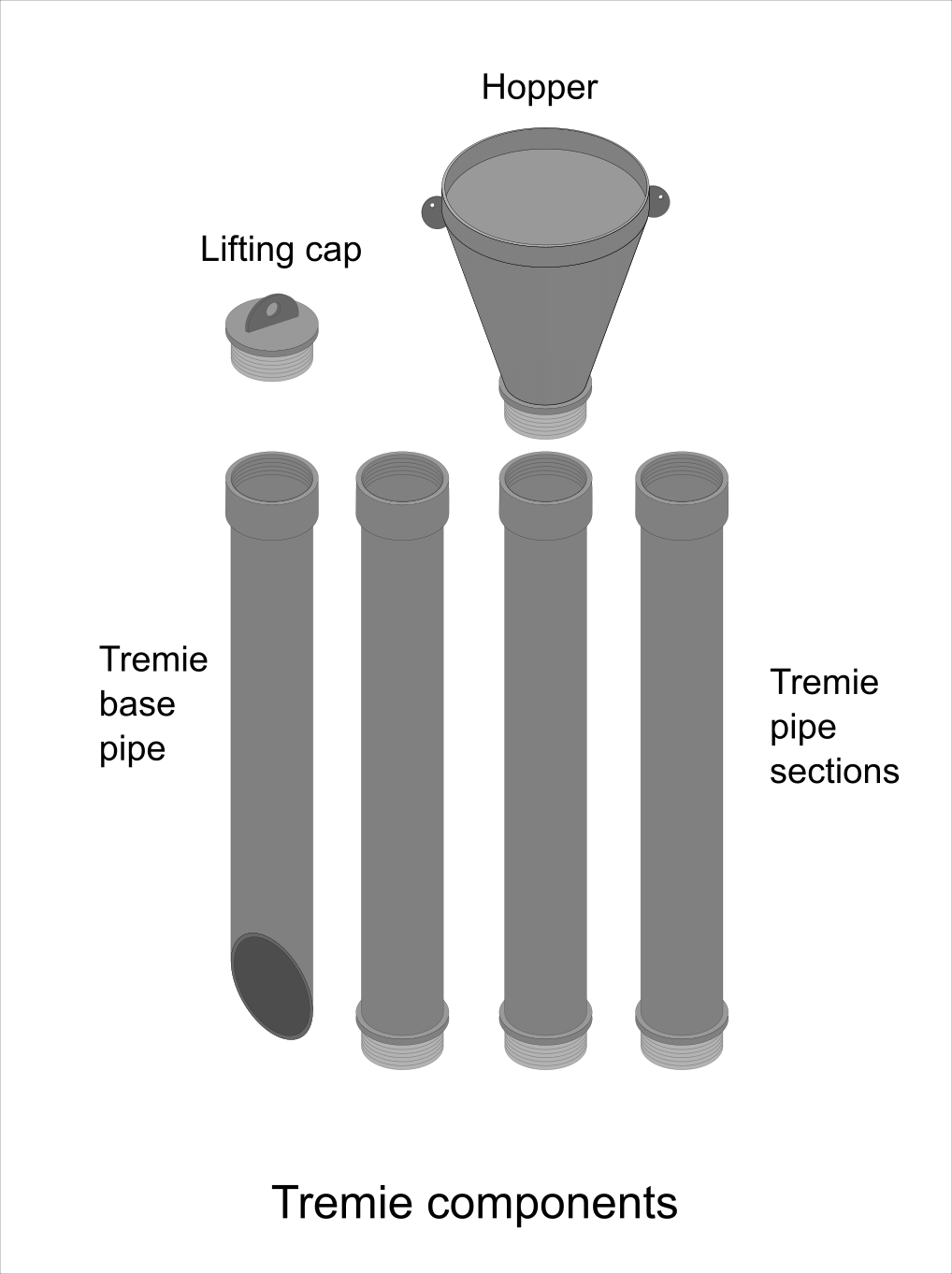
트레미 관

## 같이 보기
- 서울상도유치원

## 참고 문헌
- 박영태 (2019). 《토목기사 실기》. 세진사.